# 橋本真由美
橋本 真由美（はしもと まゆみ、旧姓・清水、1949年3月21日 - ）は、日本の実業家で、ブックオフコーポレーション元社長（第2代）である。
福井県大野郡和泉村(現・大野市)出身。和泉村立朝日小学校後野分校、和泉村立朝日中学校、福井県立大野高等学校、一宮女子短期大学家政科卒業。
ブックオフ創業時のスタッフであるが、採用当時はパートタイマーであった。東証プライム（旧・1部）上場企業において、新卒採用はおろか、中途採用ですらなくたたき上げの人物として、しかも創業者と血縁関係の無いパートタイマー出身者が経営トップに就くのは非常に稀なケースとして脚光を浴びた。
タレントの清水國明は実弟(清水家の長男、自身と國明の他に弟もいる)。その縁で、清水がブックオフのイメージキャラクターとなって同社のコマーシャルに出演していた。なお、姪（國明の娘）に清水明実・清水愛実・清水好実がいる。

## 来歴
- 1949年 - 福井県大野郡和泉村で生まれる。3人姉弟の長女として誕生。
- 1969年 - 一宮女子短期大学家政科栄養コースを卒業。
栄養士として工場の食堂や病院に勤務し、給食管理・栄養指導に従事。この経験が後に「現場のニーズを経営に生かす」視点を培う基礎となる[1]。
- 1972年 - 結婚のため退職。専業主婦となる。
- 1973年 - 長女出産。
- 1975年 - 次女出産。
- 1990年4月 - ブックオフ1号店（神奈川県相模原市の千代田店）で開店当初からパートとして勤務。時給600円のパートタイマーとして採用。「娘の学費の足しになれば」ぐらいの軽い気持ちからの応募であった[1]。
- 1991年1月1日 - 売り上げが伸び悩んでいた2号店にパートのまま店長になり、同年8月に正社員となる[1]。
- 1994年8月 - 取締役になる。
- 1997年 - 堀之内店（東京都八王子市）の店長になる。
- 2001年 - 経営不振であった同社の子供服部門の建て直しのために、リユースプロデュースへ出向。
- 2002年 - 清水國明をブックオフのCMに起用。
- 2003年6月 - 常務取締役に就任。
- 2006年6月24日 - 坂本孝（ブックオフ創業者）の後任として、代表取締役社長に就任。
- 2006年11月2日 - 清水と共に徹子の部屋に出演[2]。
- 2007年6月23日 - 同年5月に発覚したグループぐるみの不正会計問題において、常務時代に架空売上げの計上を黙認したとして、代表取締役社長を退任して、代表権のない取締役会長に就任。
- 2009年 - 夫を病気で亡くす[1]。
- 2013年6月22日 - 取締役相談役に就任[3]。
- 2018年9月30日 - 一身上の都合により取締役を辞任[4]
- 2023年6月 - 公益財団法人相模原市まち・みどり公社の理事長に就任[5]。

## エピソード

### 学生時代
両親と3人きょうだい(上から女男男)の第1子として育つ。父親は林業と農業をする傍ら、小学校の代用教員もしていた。その後、上の弟・清水国明はタレント、下の弟は国明が所属する芸能事務所の社長になった。
子供の頃は人見知りでおとなしい性格で運動音痴なため、ままごとや漫画を読んで過ごすことが多かった。琴を習っていたが、母に言われて始めたため渋々やっていた。
1964年県立大野高校に進学したが通学するには遠かったため、実家より高校に近い叔母の家で下宿生活をしながら通った。高校3年生の頃に、九頭竜ダム建設による村の水没が決まり、大野市内に建てた家に一家で引っ越した。
当時叔母が学校で給食調理員をしており、その影響で栄養士に憧れるようになった。1967年、愛知県の一宮女子短期大学家政科に進学すると、栄養学や衛生学が面白くて夢中で学んだ。

### 栄養士の仕事と結婚
短大卒業後、京都にある給食会社「魚国」に就職し、同時期に京都産業大学に進学が決まった弟・国明と二人で下宿生活を送る。魚国から栄養士として企業の工場に派遣され、給食の献立を考える役目を担当。限られたコストで栄養価や美味しさを重視したメニューを考え、料理の組み合わせによるコストの違いなど仮説や検証を重ねて献立に反映させた。
しかし、4ヵ月後諸事情により退職した後、1969年に福井市の病院に転職して病院食の献立作りを担当した。この仕事では京都での経験が活かされ、栄養を踏まえた上で患者さんたちにできるだけ美味しく食べてもらえるよう献立作りを工夫した。
ある日入院してきた男性患者とお互いに惹かれ合い、1972年に彼との結婚を機に退職。専業主婦となり神奈川県横浜市のアパートで暮らし始めたが、1973年に長女を出産したのを機に相模原市の家を購入して転居し、1975年に次女を出産。以後、栄養士の情熱を育児と家事に注ぎ、娘たちの学校の行事や夫の会社の行事などすべて参加した。

### 「ブックオフ」のパート時代
1990年の春、娘たちに手がかからなくなり求人を探した所、ブックオフ1号店のオープニングスタッフ募集のチラシを見て応募
。同年4月(41歳)、相模原市のブックオフ直営第一号店にパートとして入社。創業社長の坂本孝から「うちは古本販売店だけど、真っ茶色になった本ばかり並ぶ店じゃなく、まるで新品のようなきれいな本を売る明るいイメージの店にしたい」と言われた。この言葉に奮起し、5月の開店日までの間多数の本に紙ヤスリをかけて白くしたり、床やトイレも念入りに清掃した。
1991年の元日に開店する2号店の店長を任されたが、当時若いスタッフたちが仕事をテキトーにしてしまう所があり、徐々に客足が減って売上が悪化。坂本から「このままの売上だと閉店だよ」と告げられた後、スタッフたちに閉店の危機の状態にあることを正直に打ち明けた。これを機に若いスタッフたちも率先して動くようになり、橋本もスタッフとの交流を積極的に図るなどして職場の環境を改善していった。一日の売上が3万円から20万円に増えたことで閉店を免れ、この成功体験が橋本にとってブックオフの店作りの礎となった。

## 著書
- 橋本真由美『お母さん社長が行く!』日経BP（原著2007-4-19）。ISBN 978-4822245795。
- 橋本真由美『1日1回の「声がけ」で売上が伸びる!』すばる舎（原著2008年11月17日）。ISBN 978-4883997657。